# WXw Women's Championship
Le wXw Women's Championship (que l'on peut traduire par championnat féminin de la wXw) est un championnat de catch féminin utilisé par la westside Xtreme wrestling (wXw), une fédération de catch allemande. Il est créé fin 2017 et Killer Kelly en est la première championne après sa victoire face à Melanie Gray le 23 décembre.
Depuis sa création et jusqu'à ce que la wXw cesse d'utiliser cette ceinture fin 2023, 10 catcheuses ont détenu ce titre.

## Histoire

### Tournoi inaugural

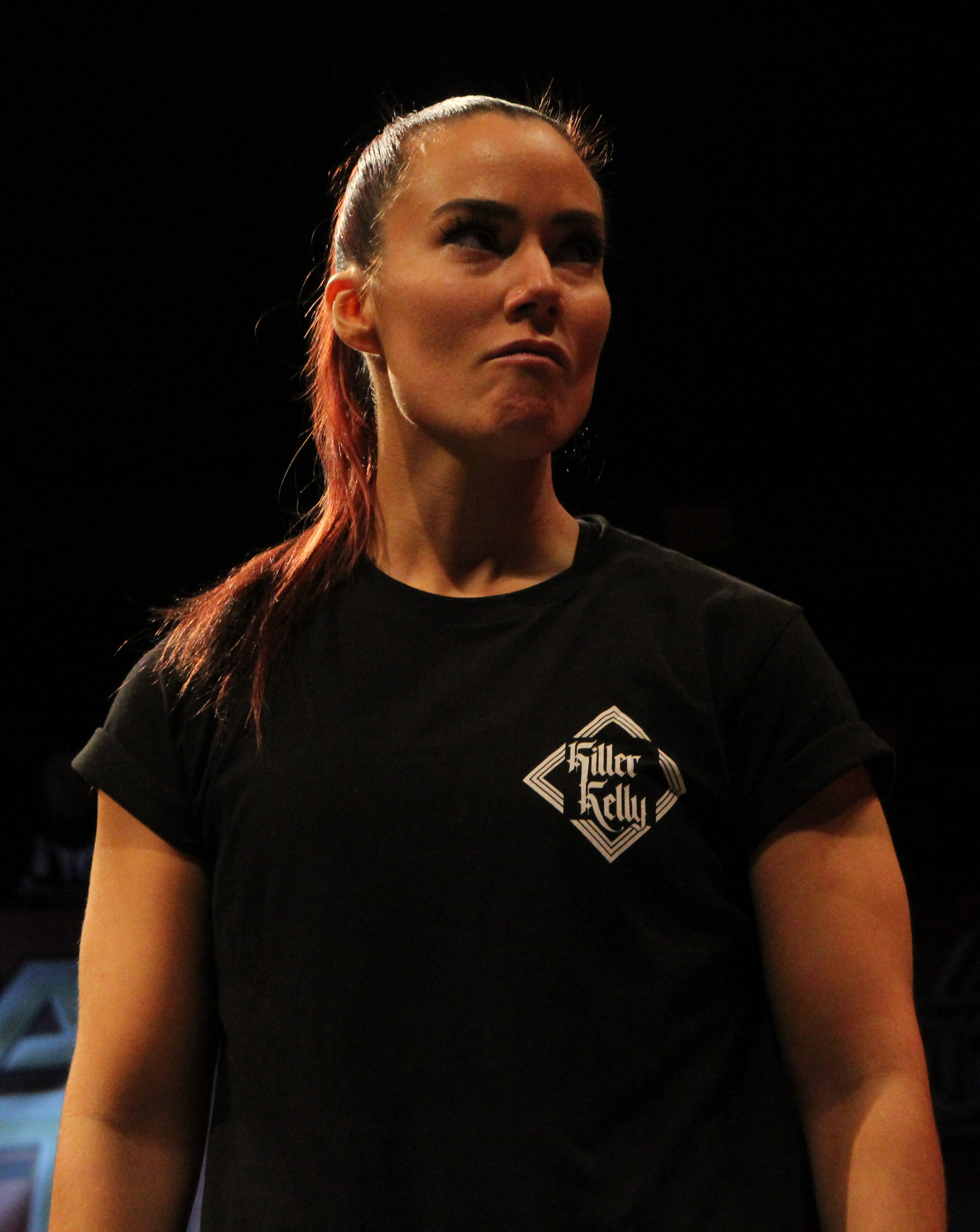
Killer Kelly est la première championne féminine de la wXw.

Le 2 juillet 2017, la westside Xtreme wrestling (wXw) annonce l'organisation d'un tournoi pour désigner la première championne féminine de la wXw. Ce tournoi va dérouler avec une phase de groupe du 25 août au 9 décembre, la finale se déroulant le 23 décembre. Les participantes sont :
- Jinny[1]
- Melanie Gray[1]
- Pauline[1]
- Session Moth Martina[1]

Le 24 octobre, la wXw annonce que Killer Kelly va remplacer Pauline qui est blessée.
| # | Catcheuse              | Points |
| - | ---------------------- | ------ |
| 1 | Session Moth Martina   | 12     |
| 2 | Melanie Gray           | 9      |
| 2 | Pauline / Killer Kelly | 9      |
| 4 | Jinny                  | 6      |

Session Moth Martina décide de ne pas participer à la finale et c'est finalement Killer Kelly et Melanie Gray qui s'affrontent le 23 décembre, Kelly remporte ce match pour devenir la première championne,.

### Résumé des différents règnes

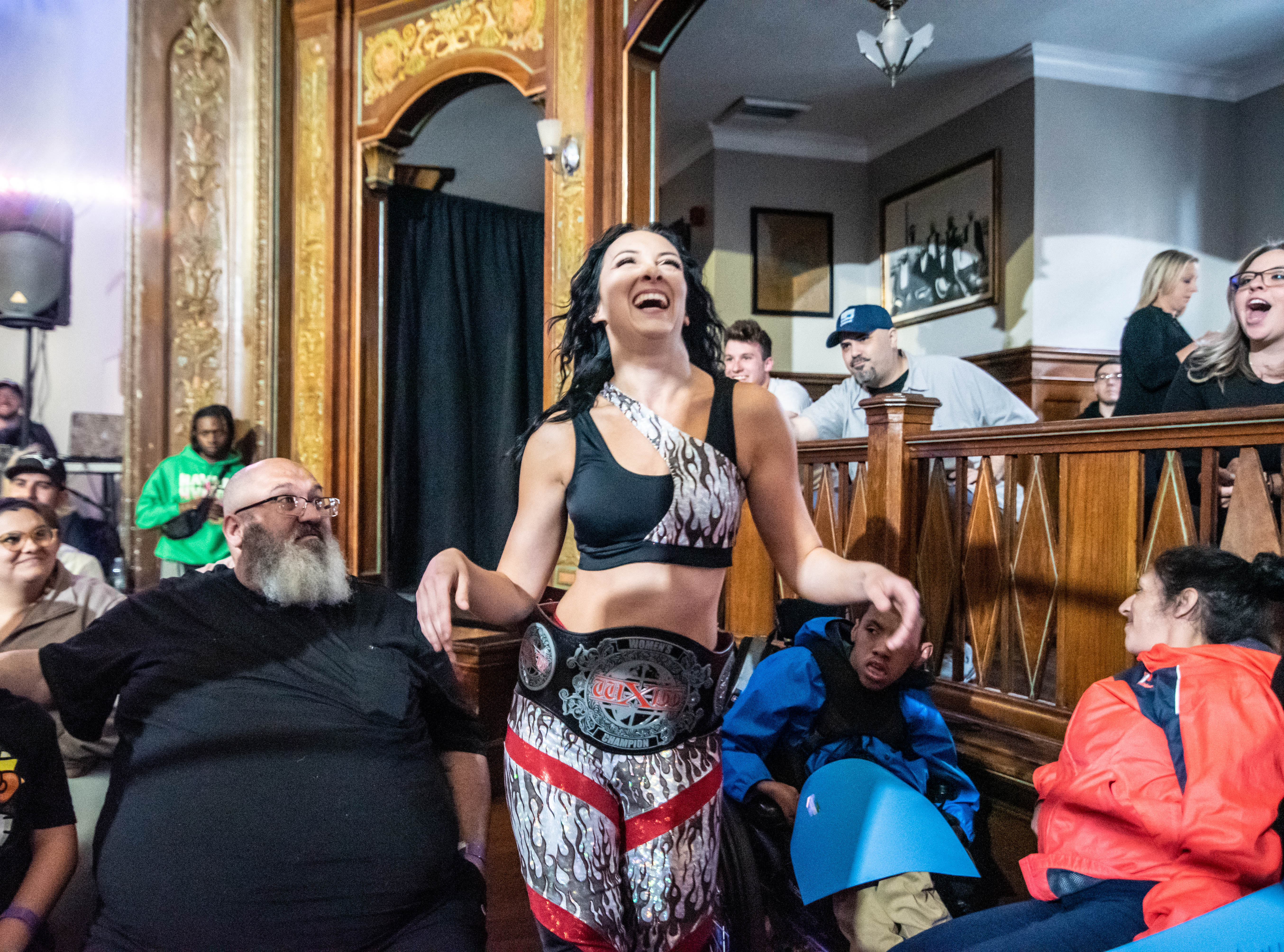
est la seule catcheuse à avoir eu trois règnes.

Le 1er juin 2019, Amale Winchester devient championne de la wXw. Elle va établir le record du plus long règne jusqu'à ce que Francis Kaspin, le nouveau directeur sportif annonce que le championnat féminin est vacant le 25 septembre 2021. Iva Kolasky lui succède en remportant une série de trois face à Stephanie Maze matchs pour désigner la nouvelle championne. Ava Everett (en) qui lui succède va avoir trois règnes ce qui est le record parmi les autres championnes. Durant le troisième règne d'Everett, elle défend son titre dans des petites fédérations américaines. Elle va d'ailleurs perdre sa ceinture aux États-Unis face à la Major League Wrestling face à Delmi Exo (en) qui met en jeu son titre de championne du monde féminine poids plumes de la MLW.
Le 11 novembre 2023, Masha Slamovich devient championne. Après sa victoire, Robert Dreissker qui est le champion du monde unifié de la wXw défie Slamovich pour unifier les deux ceintures. Ce match a lieu le 23 décembre où Dressker l'emporte.
| #  | Championne               | Règne | Date               | Durée     | Lieu         | Évènement                                    | Notes | Réf    |
| -- | ------------------------ | ----- | ------------------ | --------- | ------------ | -------------------------------------------- | --- | ------ |
| 1  | Killer Kelly             | 1     | 23 décembre 2017   | 28 jours  | Oberhausen   | wXw 17th Anniversary                         | Elle bat Melanie Gray en finale d'un tournoi. | [ 6 ]  |
| 2  | Toni Storm               | 1     | 20 janvier 2018    | 221 jours | Oberhausen   | Back to the Roots XVII                       | | [ 15 ] |
| -  | Vacant                   | 1     | 29 août 2018       | 3 jours   | N / A        | N / A                                        | À la suite d'une blessure au dos de Storm. | [ 16 ] |
| 3  | Melanie Gray             | 1     | 1er septembre 2018 | 77 jours  | Oberhausen   | wXw Fans Appreciation Night 2018: Oberhausen | Elle bat Alpha Female (en) et Killer Kelly dans un match à trois.                                                                                  | [ 17 ] |
| 4  | Toni Storm               | 2     | 17 novembre 2018   | 196 jours | Dresde       | wXw Broken Rules 2018                        | | [ 18 ] |
| 5  | Amale Winchester / Amale | 1     | 1er juin 2019      | 847 jours | Oberhausen   | wXw Superstars Of Wrestling 2019             | Elle remporte un match à quatre comprenant aussi Killer Kelly et Valkyrie. Au cours de son règne elle réduit son nom de ring pour s'appeler Amale. | [ 7 ]  |
| -  | Vacant                   | 2     | 25 septembre 2021  | 28 jours  | N/A          | N/A                                          | Francis Kaspin, le nouveau directeur sportif annonce que le championnat féminin est vacant.                                                        | [ 8 ]  |
| 6  | Iva Kolasky              | 1     | 23 octobre 2021    | 133 jours | Dresde       | wXw True Colors 2021                         | Elle bat Stephanie Maze pour devenir championne.                                                                                                   | [ 9 ]  |
| 7  | Ava Everett (en)         | 1     | 5 mars 2022        | 28 jours  | Oberhausen   | 16 Carat Gold Tournament                     | | [ 19 ] |
| 8  | Baby Allison             | 1     | 2 avril 2022       | 183 jours | Francfort    | wXw We Love Wrestling #29                    | Elle remporte un match à trois auquel participe aussi Iva Kolasky.                                                                                 | [ 20 ] |
| 9  | Aliss Ink                | 1     | 2 octobre 2022     | 160 jours | Oberhausen   | wXw World Tag Team Festival 2022             | | [ 21 ] |
| 10 | Baby Allison             | 2     | 11 mars 2023       | 42 jours  | Oberhausen   | wXw 16 Carat Gold 2023                       | Elle remporte un match à quatre auquel participe aussi Iva Kolasky et Ava Everett.                                                                 | [ 22 ] |
| 11 | Ava Everett              | 2     | 22 avril 2023      | 77 jours  | Dresde       | wXw True Colors 2023                         | | [ 23 ] |
| 12 | Delmi Exo (en)           | 1     | 8 juillet 2023     | 48 jours  | Philadelphie | MLW Never Say Never 2023                     | Le championnat du monde féminin poids plumes de la MLW de Exo est en jeu durant ce match.                                                          | [ 11 ] |
| 13 | Ava Everett              | 3     | 25 août 2023       | 78 jours  | Brême        | wXw We Love Wrestling #48                    | | [ 24 ] |
| 14 | Masha Slamovich          | 1     | 11 novembre 2023   | 42 jours  | Francfort    | wXw Broken Rules XXI                         | | [ 12 ] |
| -  | Unifié                   | N/A   | 23 décembre 2023   | N/A       | Oberhausen   | wXw Broken Rules XXI                         | Robert Dreissker bat Slamovich et unifie le championnat féminin avec le championnat du monde unifié de la wXw.                                     | [ 14 ] |